# Ян Зюлковський
Ян Зюлковський (пол. Jan Ziółkowski, нар. 5 червня 2005, Варшава) — польський футболіст, захисник клубу «Легія» та юнацької збірної Польщі. Володар Кубка Польщі.

## Клубна кар'єра
Ян Зюлковський народився 2005 року у Варшаві, та є вихованцем футбольної школи місцевого клубу «Полонія». У 2022 році Зюлковський перейшов до іншого варшавського клубу «Легія», спочатку грав за другу команду клубу, а з 2023 року грає в основній команді «Легії». У складі варшавського клубу футболіст у сезоні 2024—2025 років став володарем Кубка Польщі.

## Виступи за збірні
2023 року дебютував у складі юнацької збірної Польщі, загалом на юнацькому рівні взяв участь у 5 іграх.

## Титули і досягнення
- Володар Кубка Польщі (1):

«Легія»: 2024–2025
- Володар Суперкубка Польщі (1):

«Легія»: 2025